# Jean-René Huguenin
Jean-René Huguenin (* 1. März 1936 in Paris; † 22. September 1962 im Département Eure-et-Loir) war ein französischer Schriftsteller.

## Leben
Jean-René Huguenin studierte Philosophie und Politikwissenschaft und wurde 1957 diplomiert. Dann widmete er sich ganz der Literatur und veröffentlichte 1960 den Roman La Côte sauvage, der wegen seiner literarischen Qualität Aufsehen erregte und von der Kritik in die Nähe von Julien Gracq gerückt wurde. Er gehörte 1960 zu der Gründergruppe der Zeitschrift Tel Quel um Philippe Sollers, wandte sich aber schon bald davon ab. 1962 fand sein Leben durch einen Autounfall im Alter von 26 Jahren ein jähes Ende. 2022 wurde das Gesamtwerk einschließlich Nachlass publiziert. Die deutsche Übersetzung seines Romans unter dem Titel Klippen spielte auf den Titel Auf den Marmorklippen von Ernst Jünger an.

## Veröffentlichungen
- La côte sauvage. Roman. Seuil, Paris 1960. (zahlreiche Auflagen)
  - (deutsch) Klippen. Roman. Suhrkamp, Frankfurt am Main 1962. (übersetzt von Ernst Sander)
- Une autre jeunesse. Seuil, Paris 1965, 1990. (Sammelschrift)
- Le feu à sa vie. Textes et correspondance inédits. Hrsg. Michka Assayas. Seuil, Paris 1987.
- La Côte sauvage. Journal. Le feu à sa vie suivis de romans et textes inédits. Bouquins, Paris 2022.